# 王弘之
王弘之（365年—427年），字方平，东晋至南朝宋隐士，琅邪郡臨沂县人。王廙曾孙，王耆之的孙子，上虞县令王随之的儿子。

## 生平
幼年丧父，外祖父何準将他養育。東晋隆安年間，担任琅邪王司馬德文麾下中軍参軍，转任司徒主簿。喜欢山水，求为烏程县令，后来因病回到上虞县家中。桓玄掌握大权，王弘之担任桓谦麾下衛軍参軍。其兄王鎮之担任安成郡太守，王弘之辞职与兄同行。荊州刺史桓偉請他担任南蛮長史。義熙初年，何無忌請他担任右軍司馬，劉裕任命他为徐州治中从事史、员外散骑常侍、都没有就任。家住会稽郡上虞县，从事農耕，他在上虞江三石頭终日垂钓。永初三年（422年）从兄王裕之担任吏部尚書，推荐王弘之为太子庶子，郭希林为著作郎，没有就任。元嘉四年（427年）再召他担任通直散騎常侍，同样推辞。同年去世。享年六十三岁。

## 子
- 王曇生，历任吏部尚書、太常卿，大明末年为吴兴郡太守。泰始初年，参加晋安王劉子勛之乱，宋明帝平乱后，逃到会稽，归降后，官至中散大夫
- 王普曜，官至秘書監
- 王羅雲，官至平西長史